# Lista de municípios de Rondônia

Mapa de Rondônia com subdivisões oficiais

Os municípios de Rondônia são as subdivisões oficiais do estado brasileiro de Rondônia, localizado na região Norte do país. De acordo com o Instituto Brasileiro de Geografia e Estatística (IBGE), o estado é dividido em 52 municípios, sendo a capital, Porto Velho, o maior município tanto em área, com mais de 34 mil quilômetros quadrados (km²), quanto em população. Com uma área de 237 765,24 km², a décima-terceira unidade da Federação mais extensa do país, Rondônia é a terceira unidade federativa mais populosa da região Norte, com cerca de 1,8 milhão de habitantes, depois do Pará e Amazonas. Situado na fronteira do Brasil com a Bolívia, a sul e a oeste, faz divisa com os estados de Mato Grosso (a leste), Amazonas (norte) e o Acre (extremo oeste).

## Municípios

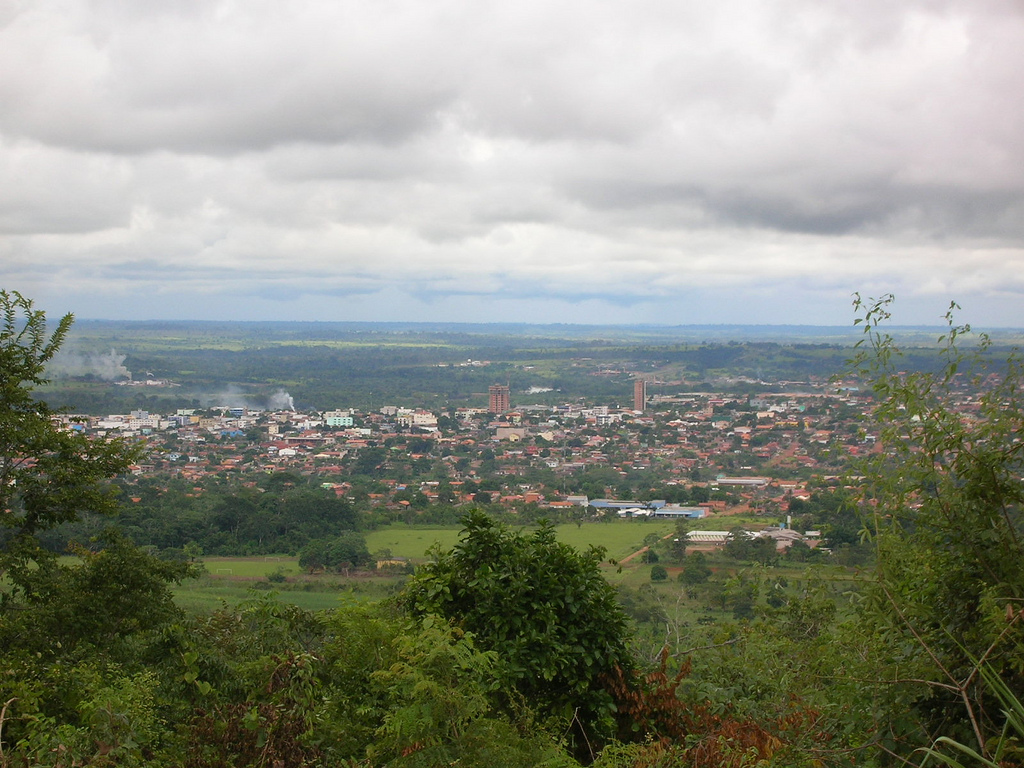
Cacoal

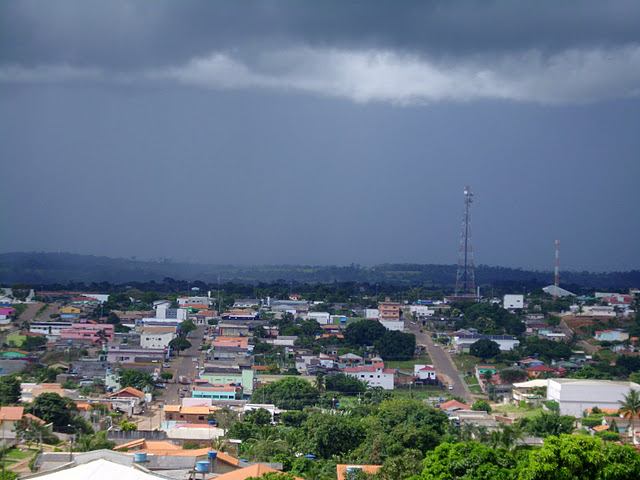
Colorado do Oeste

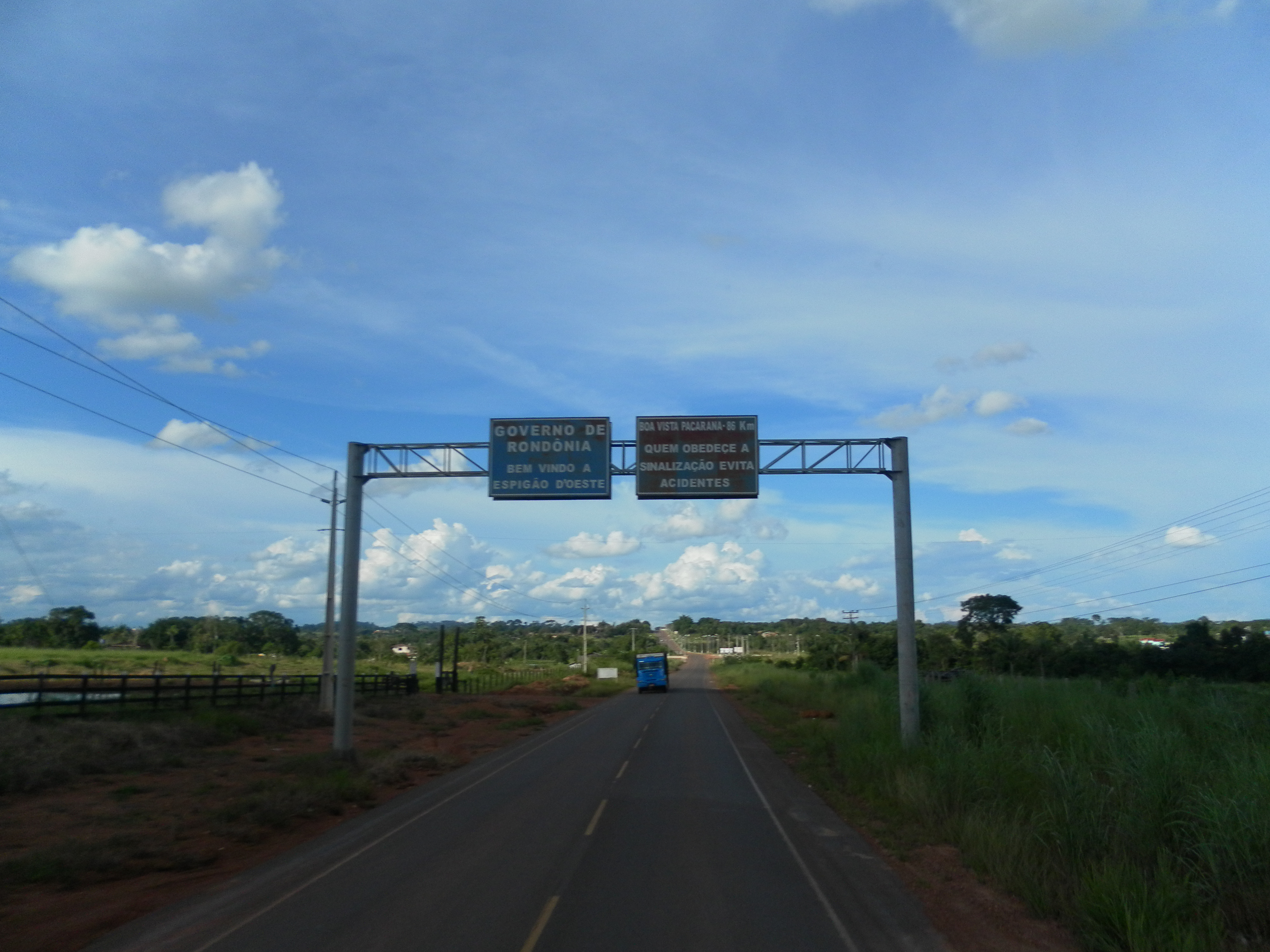
Espigão do Oeste

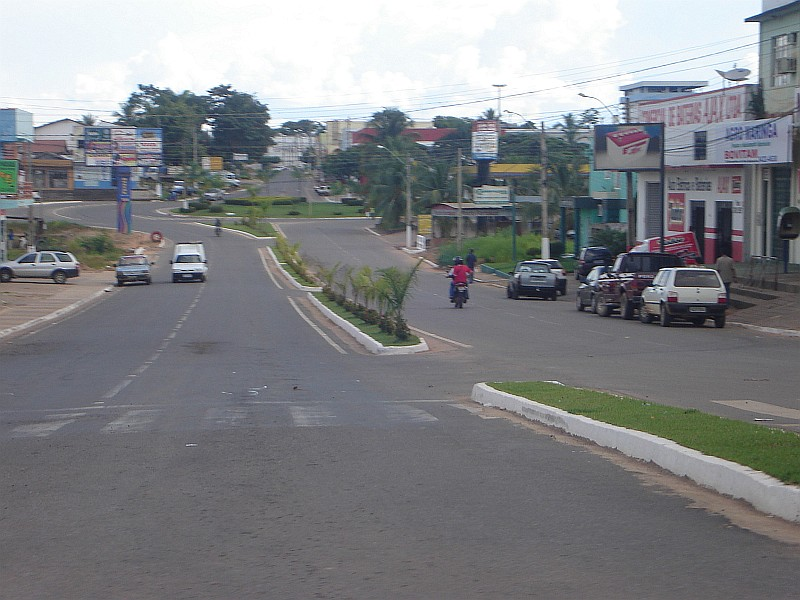
Ji-Paraná

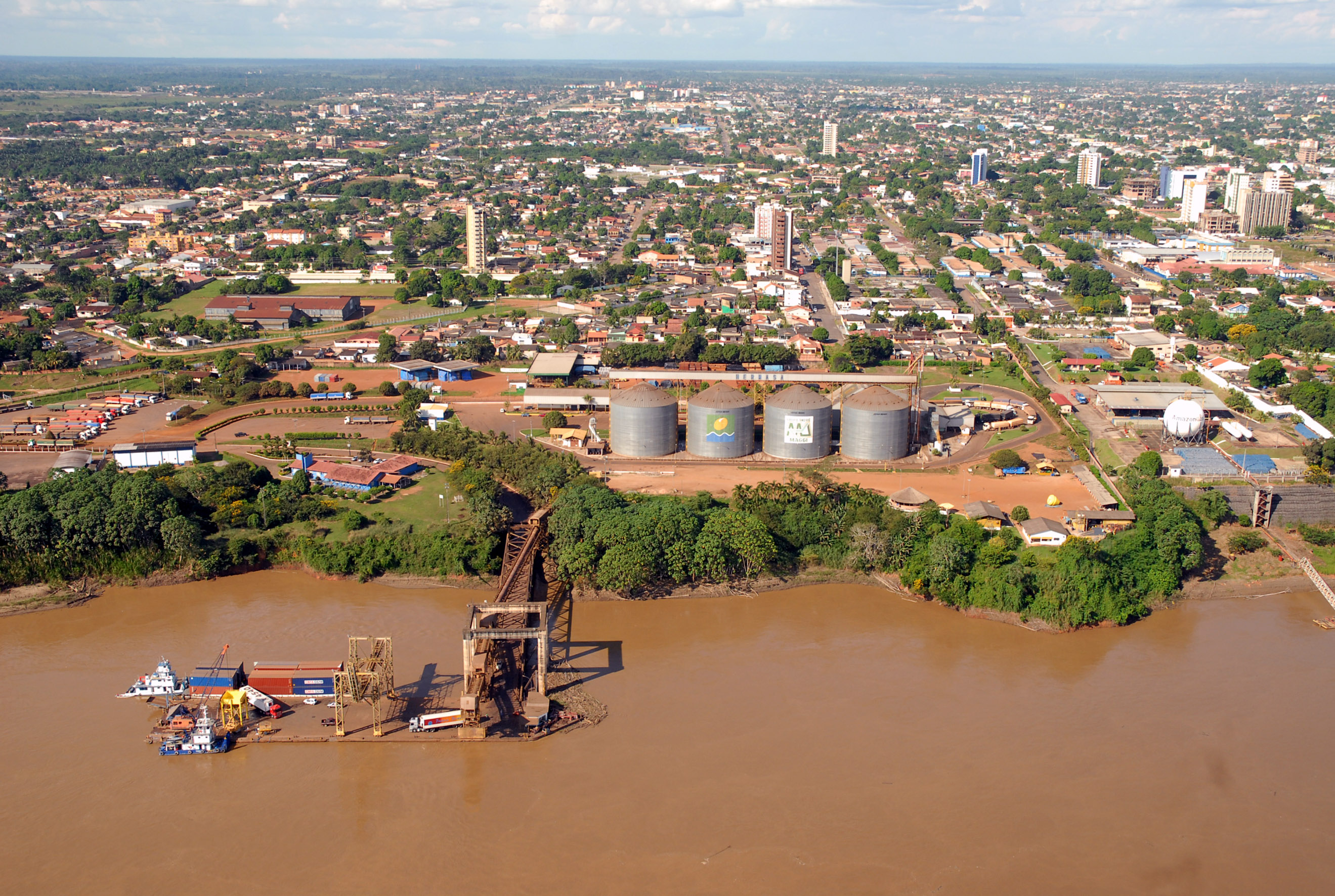
Porto Velho

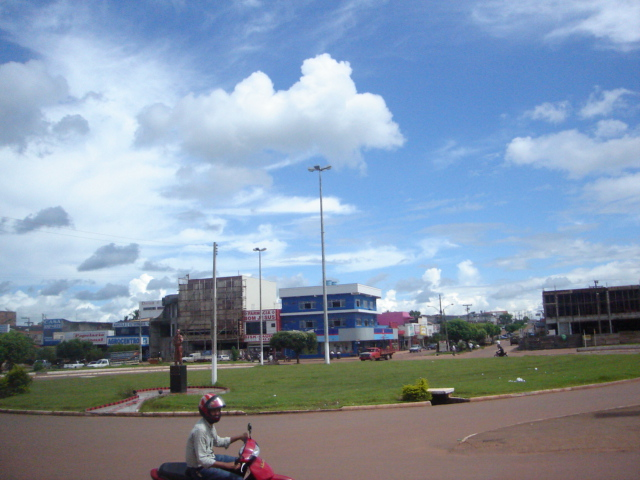
Rolim de Moura

| Posição | Município                 | Sigla | Código IBGE | Localização |
| ------- | ------------------------- | ----- | ----------- | ----------- |
| 1       | Alta Floresta d'Oeste     | AFL   | 1100015     |             |
| 2       | Alto Alegre dos Parecis   | AAP   | 1100379     |             |
| 3       | Alto Paraíso              | APA   | 1100403     |             |
| 4       | Alvorada d'Oeste          | ADO   | 1100346     |             |
| 5       | Ariquemes                 | ARI   | 1100023     |             |
| 6       | Buritis                   | BUR   | 1100452     |             |
| 7       | Cabixi                    | CBX   | 1100031     |             |
| 8       | Cacaulândia               | CCL   | 1100601     |             |
| 9       | Cacoal                    | CAC   | 1100049     |             |
| 10      | Campo Novo de Rondônia    | CNR   | 1100700     |             |
| 11      | Candeias do Jamari        | CDJ   | 1100809     |             |
| 12      | Castanheiras              | CTN   | 1100908     |             |
| 13      | Cerejeiras                | CER   | 1100056     |             |
| 14      | Chupinguaia               | CPG   | 1100924     |             |
| 15      | Colorado do Oeste         | CDO   | 1100064     |             |
| 16      | Corumbiara                | CRB   | 1100072     |             |
| 17      | Costa Marques             | CMA   | 1100080     |             |
| 18      | Cujubim                   | CJB   | 1100940     |             |
| 19      | Espigão d'Oeste           | EDO   | 1100098     |             |
| 20      | Governador Jorge Teixeira | GJT   | 1101005     |             |
| 21      | Guajará-Mirim             | GUM   | 1100106     |             |
| 22      | Itapuã do Oeste           | IDO   | 1101104     |             |
| 23      | Jaru                      | JAR   | 1100114     |             |
| 24      | Ji-Paraná                 | JIP   | 1100122     |             |
| 25      | Machadinho d'Oeste        | MDO   | 1100130     |             |
| 26      | Ministro Andreazza        | MAN   | 1101203     |             |
| 27      | Mirante da Serra          | MSE   | 1101302     |             |
| 28      | Monte Negro               | MNE   | 1101401     |             |
| 29      | Nova Brasilândia d'Oeste  | NBO   | 1100148     |             |
| 30      | Nova Mamoré               | NMA   | 1100338     |             |
| 31      | Nova União                | NUN   | 1101435     |             |
| 32      | Novo Horizonte do Oeste   | NHO   | 1100502     |             |
| 33      | Ouro Preto do Oeste       | OPO   | 1100155     |             |
| 34      | Parecis                   | PRC   | 1101450     |             |
| 35      | Pimenta Bueno             | PIB   | 1100189     |             |
| 36      | Pimenteiras do Oeste      | POE   | 1101468     |             |
| 37      | Porto Velho               | PVH   | 1100205     |             |
| 38      | Presidente Médici         | PME   | 1100254     |             |
| 39      | Primavera de Rondônia     | PRO   | 1101476     |             |
| 40      | Rio Crespo                | RCR   | 1100262     |             |
| 41      | Rolim de Moura            | RDM   | 1100288     |             |
| 42      | Santa Luzia d'Oeste       | SLO   | 1100296     |             |
| 43      | São Felipe d'Oeste        | SFO   | 1101484     |             |
| 44      | São Francisco do Guaporé  | SFG   | 1101492     |             |
| 45      | São Miguel do Guaporé     | SMG   | 1100320     |             |
| 46      | Seringueiras              | SRG   | 1101500     |             |
| 47      | Teixeirópolis             | TXR   | 1101559     |             |
| 48      | Theobroma                 | TBM   | 1101609     |             |
| 49      | Urupá                     | URP   | 1101708     |             |
| 50      | Vale do Anari             | VDA   | 1101757     |             |
| 51      | Vale do Paraíso           | VDP   | 1101807     |             |
| 52      | Vilhena                   | VHA   | 1100304     |             |